# Sunday Music Box
『Sunday Music Box』（サンデーミュージックボックス）は、サンテレビで毎月第2日曜日24:30～25:30に放送されていた音楽番組。
1996年11月から2003年頃まで『近松 貴方と夜と音楽と』という番組名だったのを、現タイトルに改称して2006年10月まで放送された。
2005年にMBSラジオゴーゴーモンキーズ木曜日で当番組が話題になり、2005年10月9日放送回で友近とケンドーコバヤシがゲスト出演した。
2006年4月9日は夜12時30分から90分の特別バージョンを放送した。
2006年11月12日よりSunday Music Box PartIIと改題するが、放送時間が毎週第4日曜日の24:30～25:00の30分に縮小される(残りの時間は通信販売の番組を放送する)。
2009年6月28日で終了。

## 番組の出演者
- メイン司会
  - 奥村英夫(作曲家、番組終了後に他界)
  - 久保浩　♪一度限りの人生に
  - 米倉由華　♪Aphrodite
  - 嵐みずえ

- ゲスト歌手
  - 里見要次郎　♪雪が舞う
  - 松浦ゆみ ♪もう一度　♪大阪メロドラマ
  - 松本毱　♪守口夢ごよみ
  - 杉本めぐみ　♪ふっ…
  - 舞ひろ子　♪とんぼりすずめ　♪阪神ファンはやめられぬ！！
  - マダム冬子　♪久しぶりね
  - 森東いずみ　♪とまり木の女　♪夜に咲きます道頓堀
  - 加山こうじ ♪ひとり唄　♪やぐら一代
  - 中山とおる　♪再婚同志　♪ハーバーライト神戸
  - ミスX（仮面を着けた謎の女性ジャズシンガー）[1]
  - 三門忠司　♪大阪夜雨
  - 古都さゆり　♪海峡岬
  - 西城ひろし　♪海峡
  - 亜依　♪四万十川恋歌
  - 夢ユメ子（作詞家）[2]・岡ゆう子　♪長良川
  - れいか
  - クルーズ（かずと・つよし）　♪あぁ人生

- 番組アシスタント（ルイボスティー[3]の使者）
  - ネリ
  - 森崎友紀[4]

- ミニコーナー
  - 「松本毱のJUKE BOX」松本毱・杉本めぐみ[5]
  - 「舞ひろ子の酔わせて演歌」舞ひろ子[6]
  - 「あなたのHeyユー！」山口かおる・劇団Stage SS Zakkadan [7]
  - 「スターを目指せ！カラオケの星」小谷繁・久保浩[8]
  - 「梓聞の運命のわかれみち」梶田梓聞・久保浩[9]
  - 「今月のプレゼント」